# Пламен Панайотов (филолог)
Вижте пояснителната страница за други личности с името Пламен Панайотов.
Пламен Тодоров Панайотов е български литературен историк и културолог, българист и славист, доцент в Шуменския университет.

## Биография
Роден е на 17 юли 1957 г. Завършва Българска филология в Софийския държавен университет през 1983 г. Асистент (1984) и доцент (1996) в катедрата по История и теория на литературата в Шуменския университет „Епископ Константин Преславски“. Чете лекции по Руска литература на ХХ век и по Западноевропейска литература..
Доктор по руска литература с тема на дисертацията „Философско-сатиричните романи на Иля Еренбург („Хулио Хуренито“, „Тръст Д. Е.“, „Лазик Ройтшванец“)“ (1995). Има и бакалавърска и магистърска степен по психология (2001-2007).
Декан на Факултета по хуманитарни науки на Шуменския университет (1998).
Научните му публикации са в областта на руската религиозна философия, психоаналитичните прочити на художествените текстове и поетиката на руската и западноевропейската литератури.
От 1999 до 2003 г. е лектор по български език, литература и история в Университета в Сегед, Унгария. От 2008 до 2012 г. работи в Института по славянски езици и култури в университета в Талин, Естония.

### Монографии
- Руски религиозни мислители. София, 1994, 159 с.[2]

### Студии и статии
- „Някои проблеми, свързани с изследване сюжета на романа“. – В: Лингвистика. Поетика. Литературна история. София, 1984.
- „О синтетическом характере композиции „Записок из Мертваго дома“ Ф. М. Достоевского“. – Болгарская русистика, 1985, кн. 5, с. 3-9.
- „Ранните повести и разкази на Леонов и традициите на Достоевски“. – В: Проф. д-р Симеон Русакиев. Сборник от научни доклади и съобщения. Шумен, 1986, с. 98-105.
- „Хулио Хуренито“ от Иля Еренбург в контекста на две философско-литературни традиции“. – Литературна мисъл, 1987, кн. 7, с. 45-55.
- „Романът „Доктор Живаго“ от Борис Пастернак“. – Литературна мисъл, 1988, кн. 10, с. 103-118.
- „Проблемът за играта във философската дилогия на Иля Еренбург: Хулио Хуренито и Тръст Д. Е.“. – В: Нови изследвания за съветската литература. София, изд. БАН, 1988, с. 97-116.
- „Явлението Розанов“. – Литературна мисъл, 1989, кн. 6, с. 100-119.
- „Фьодор Достоевски: вдъхновителят“. – Септември, 1990, № 5, с. 193-208.
- „Константин Леонтиев: революционерът отдясно“. – Септември, 1990, кн. 7, с. 217-231.
- „Василий Розанов: предизвикателствата на „плурализма без брегове“. – Летописи, 1991, № 8/9, с. 141-156.
- „Руският доктор ангеликус“. – Летописи, 1991, кн. 3, с. 157-182 (За поезията и философията на В. С. Соловьов).
- „Александър Блок и „неговият“ Вагнер“. – Литературна мисъл, 1991, кн. 2, с. 145-159.
- „Павел Флоренски: енциклопедистът и неговият стил“. – Летописи, 1992, № 9/10, с. 108-121.
- „Художникът като критик: трилогията „Христос и Антихрист“ от Дмитрий Мережковски“. – Летописи, 1992, кн. 1, с. 124-137.
- „Пътуване към Византион“. За Константин Леонтиев и неговата книга „Византизмът и славянството“. – В: К. Леонтиев. Византизмът и славянството. София, изд. „Славика“, 1993, с. 5-15.
- „Философът като пророк: книгата „Философия на общото дело“ от Николай Фьодоров“. – Летописи, 1994, кн. 5/6, с. 176-196.
- „Смъртта в „Смъртта на Иван Илич“. – Епископ-Константинови четения, т.1, Шумен, 1994, с. 232-235.
- „Провокаторът – великата акушерка на историята“ (За спецификата на философския критицизъм в романа „Хулио Хуренито“ от Иля Еренбург). – Епископ-Константинови четения. Шумен, т. 2, 1995, с. 159-163.
- „Достоевски и Кант“. – Летописи, 1996, кн. 1/2 с. 105-120.
- „Двусмислието на метафорите: Бердяев и Хайдегер“. – Летописи, 1997, № 9/1, с. 126-141.
- „Понятие и художествен образ в диалозите на Платон“. – Любословие, Шумен, 1998, с. 35-48.
- „Супертематическая плоскость как эстетический аналог теории Николая Бердяева об Ungrund“. – В: Ortodox keresztenyseg es kultura. Szombathely, 2000, l/II, 61-65.
- „Истина и Wahrheit: Этимологические изыскания и их связь с метафизикой“. – Diss. Slav.: Ling. XXV, Szeged, 2001, 33-36.
- „Знаки и концепты в заумном язьыке русских футуристов“. – Stidia Slavica Savariensia. Szombathely, 2002, № 1-2, с. 390-395.
- „Der Sinn der Verhullung: Christo Javasheffs Projekt „Wrapped Reichstag“. – В: Cirill es Metod peldajat kovetve … Tanulmanyok H. Toth Imre 70. szuletesnapjara. Szeged, 2002, 373-378.
- „Българският „Finnegan“ Архив на оригинала от 2010-11-28 в Wayback Machine.. – Литературен вестник, 2003, бр. 27. [За романа „Храмови сънища“ от Златомир Златанов].
- „Соответствует ли цвет шведского хлеба букве „Э“?“. – Stidia Slavica Savariensia. Szombathely, 2003, № 1-2, с. 392-396.
- „Предметът „Х“ и числото „п“ в „Молой“ от Самюъл Бекет“. – Епископ-Константинови четения, № 9, Шумен, 2004, с. 299–307.
- „Меланхолията на Мишел дьо Монтен“. – Любословие, Шумен, 2004, с. 211–216.
- „Ангелите с крила от марципан“. – Studia Slavica Savariensia, Szombathely, 2004, № 1–2, с. 229–235 [За поезията на Силард Борбей].
- „Супрематизмът, Лакан, Витгенщайн и „четвъртата дименсия“ на реалното във въображаемата архитектура“. – В: Слово, време, литература. Юбилеен сборник по случай 80-годишнината на професор Иван Цветков. С., 2004, с. 144–155.
- „Неизбежност, чието откровение не идва никога (Смъртта в „Смъртта на Иван Илич“)“. – В: Вечните страсти български: Почит към Тончо Жечев. Институт за литература към БАН, С., 2004, с. 428-439.
- „Ich bin ein deutscher Knabe“, „Magyar vagyok“ и Вазовото „Аз съм българче“. – Diss. Slav.: Lit., XXIII, Szeged, 2004, с. 261–275.
- „Литературните шедьоври на Зенон (Времето и естетическият феномен)“. – В: The Tireless Seeker. Неуморният търсач. Сборник по случай 30-годишнатапреподавателска и научноизследователска работа на доц. д-р Ивайло Петров. Шумен, 2005, с. 75–77.
- „Бердянск и Донбасс: место непрозрачности (инсталляция и заумь).“. – В: Szegedi russzisztika. Сегедская русистика. Сегедска русистика. Приложение на сп. „Болгарская русистика“, С., 2005, с. 55–61.
- „Необичайната памет“. – Литературен вестник, 2005, бр. 11. [За студията на Александър Лурия „Малка книжка за голямата памет“ и природата налитературните асоциации].
- „За „разомагьосването“ на Вазов (поглед отвън)“. – Литературен вестник, 2005, бр. 9.
- „Perfektiv im Prasens und Imperfekt im Neubulgarischen“. – Diss. Slav.: Ling. XXVI, Szeged, 2005, S. 81–86.
- „Абсурдният бунт: Савинков и Камю. – Електронно списание LiterNet, 18.06.2006, № 6 (91).
- „Catch 22 und andere Fallen“. – Studia Hungaro-Bulgarica. Sumen-Szeged, 2007, Tomus 2, S. 85-93.
- „Genevieve de Brabant, Кръстинка и Алис“. – В: Боян Пенев – (не)забравеното наследство. Шумен, 2007, с. 116-122.
- „Il Fabro“. – Пламък, 2007, кн. 11-12, с. 142-145 [За литературните асоциации в едно стихотворение на Любомир Левчев].
- „Каин, подпалвачът“. – Златоструй, 2007, с. 127-135 [За случая Лина Валдман на Л. Сонди и романа „Златният храм“ на Мишима Юкио].
- „Невозможность сублимного предмета: К. Малевич и М. Ротко“. – Мир русского слова и русское слово в мире. София, 2007, Т. 7, с. 393-398.
- „Die Wiederholung in der Schicksalsanalyse Leopold Szondis“. – Studia Hungaro-Bulgarica. Szeged-Sumen, 2007, Tomus 1, S. 109-117.
- „Пътят от Каин до Мойсей (Leopold Szondi „Moses, Antwort auf Kain“)“. – Между нещата (Юбилеен сборник в чест на доц. д-р Ивайло Петров по случайнеговата 60-годишнина). Велико Търново, 2008, с. 293-311.
- „Разрушаващият съдбата си Каин“. – Любословие, кн. 9, Шумен, 2008, с. 113–125 [За повестта на Чехов „Моят живот“].
- „Магичната интенционалност на алюзиите („Погледът на графиня Хан-Хан“)“. – В: Доброе слово дати. Славистични изследвания, посветени на 65-годишния юбилей на доц. д-р Лила Мончева. Шумен, 2009, с. 233-237.
- „Fritzi“. – В: Другата българска литература. 125 години от рождението на Димитър Подвързачов. Текстове от юбилейната научна конференция, проведена в Шумен на 29 ноември 2008. София: Дилок, 2009, 53-61.
- „Незавършеният щедьовър на българското литературознание (Цветан Стоянов „Геният и неговият наставник“).“. – Литературен вестник, 2010, бр. 24.
- „Бай Ганьо и Тим Финеган“. – Концепти на българската култура. Шумен, 2010, с. 127-135.
- „Аз съм българче“. – Концепти на българската култура. Шумен, 2010, с. 11-16.
- „Одисеята на постмодерното съзнание (според стихотворението „Das Schweigen der Sirenen“ от Златомир Златанов)“. – Актуальнi проблеми слов’янськоiфiлологii. Серiя: Лингвiстика i лiтературознавство. Мiжвузiвський збiрник наукових статей. Випуск ХХIII. Частина 2. Бердянськ, БДПУ, 2010, с. 130–134.
- „Приемете го като абсурда на Камю“ (Разсъждение за „Митът за Одисей“ на Тончо Жечев). – Литературен вестник, 2010, бр. 9.
- „Паметта за приятелството: Б. Ф. Егоров и Ю. М. Лотман“. – Литературен вестник, 2010, бр. 9 Архив на оригинала от 2016-05-16 в Wayback Machine..
- „Случаят Айхман в светлината на Schicksalsanalyse“. – Любословие, кн. 12, Шумен, 2012, с. 37-43.

### Преводи
- Егоров, Б. Ф. „Семинар за Ю. М. Лотман“. – Литературен вестник, 2010, бр. 9 (превод от руски)
- Гарболевски, Е. Тихи революции: Метаистория, репресия и бунт през 60-те години на 20 век. София, ИК „Светулка 44“, 2011 (превод от английски)